# دورة الكبريت
دورة الكبريت هو مجموعة من العمليات التي ينتقل فيها الكبريت والمعادن (بما في ذلك الممرات المائية) والمنظومات الحية. مثل دورة البيوجيوكيميائية وهي مهمة في الجيولوجيا لأنها تؤثر على العديد من المعادن. الدورات البيولوجية الكيميائية مهمة للحياة أيضا لأن الكبريت هو عنصر أساسي، لكونها المكونة من العديد من بروتين و العامل المساعد (الكيمياء الحيوية)
خطوات دورة الكبريت هي:

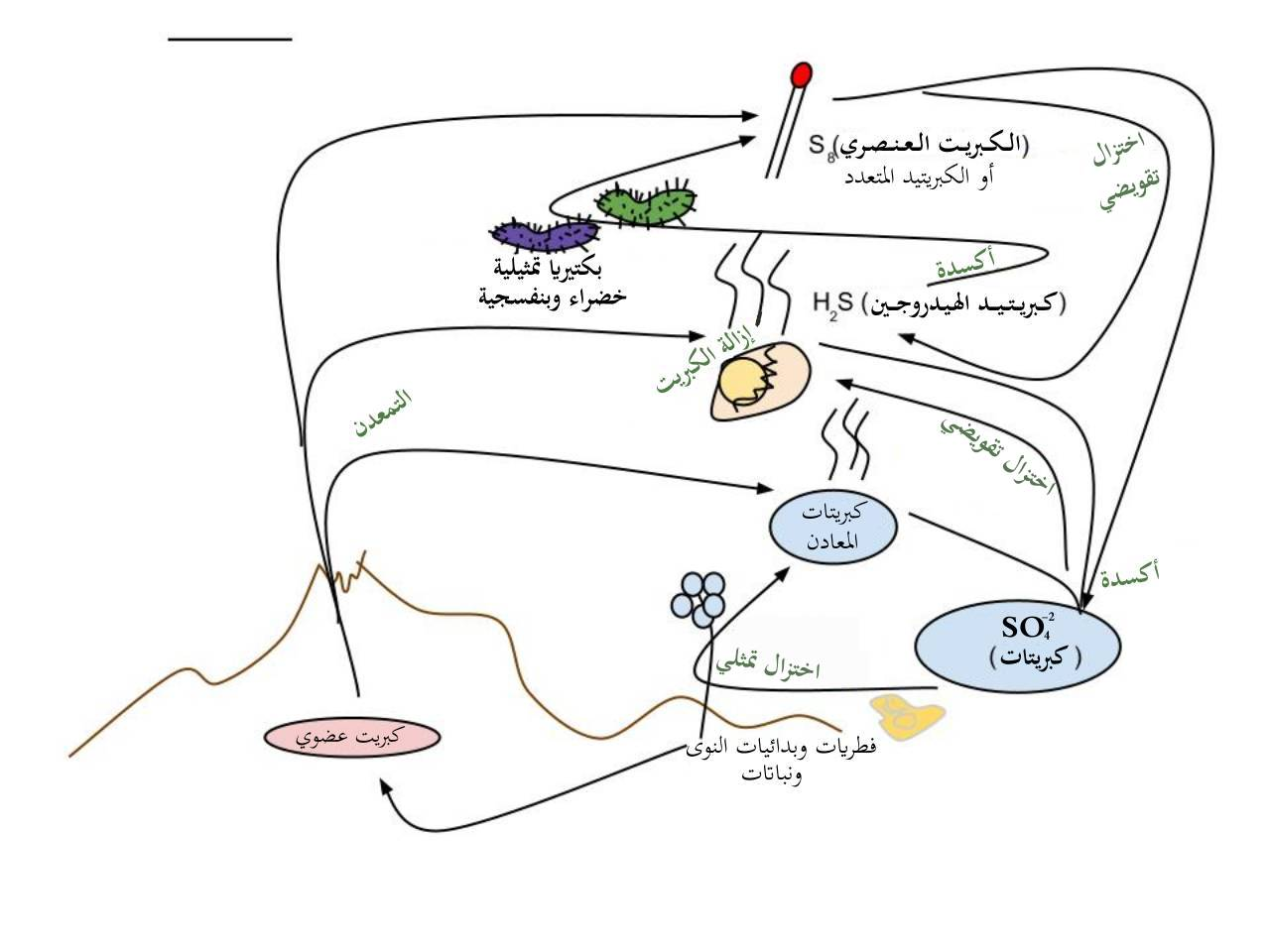
دورة الكبريت

- - تمعدن الكبريت العضوي إلى أشكال غير العضوية، مثل كبريتيد الهيدروجين (H2S)، الكبريت، فضلا عن المعادن كبريتيد.
  - أكسدة كبريتيد الهيدروجين، كبريتيد، والكبريت (S) لكبريتات (SO42-).
  - الحد من كبريتات لكبريتيد.
  - إدراج كبريتيد إلى مركبات عضوية (بما في ذلك المشتقات التي تحتوي على المعادن

وغالبا ما يطلق على هذه النحو التالي:
الحد من كبريتات الاستيعابية (انظر أيضا الاستيعاب الكبريت) التي كبريتات (SO42-) يتم تقليل من النباتات والفطريات ومختلف بدائيات النوى. الدول أكسدة الكبريت هي +6 في كبريتات و-2 في R-SH.
إزالة الكبريت فيه الجزيئات العضوية المحتوية على الكبريت يمكن desulfurized، وإنتاج غاز كبريتيد الهيدروجين (H2S، حالة الأكسدة = -2). عملية مماثلة لمركبات النيتروجين العضوي هو نزع الأمين.
أكسدة كبريتيد الهيدروجين تنتج الكبريت (S8)، والأكسدة الدولة = 0. يحدث هذا التفاعل في البكتيريا الكبريت الأخضر والأرجواني الضوئي وبعض chemolithotrophs. غالبا ما يتم تخزين الكبريت كما polysulfides.
أكسدة الكبريت التي كتبها المؤكسدات الكبريت تنتج كبريتات.
خفض الكبريت في Dissimilative التي يمكن تقليصها الكبريت إلى كبريتيد الهيدروجين.
الحد من كبريتات Dissimilative التي مخفضات سلفات توليد كبريتيد الهيدروجين من كبريتات.

## اقرأ أيضاً
- دورة بيوجيوكيميائية